# Das doppelte Lottchen
Das doppelte Lottchen ist ein „Roman für Kinder von Erich Kästner. Illustriert von Walter Trier.“ Er erschien 1949 und ist mit Emil und die Detektive das erfolgreichste Kinderbuch von Erich Kästner.

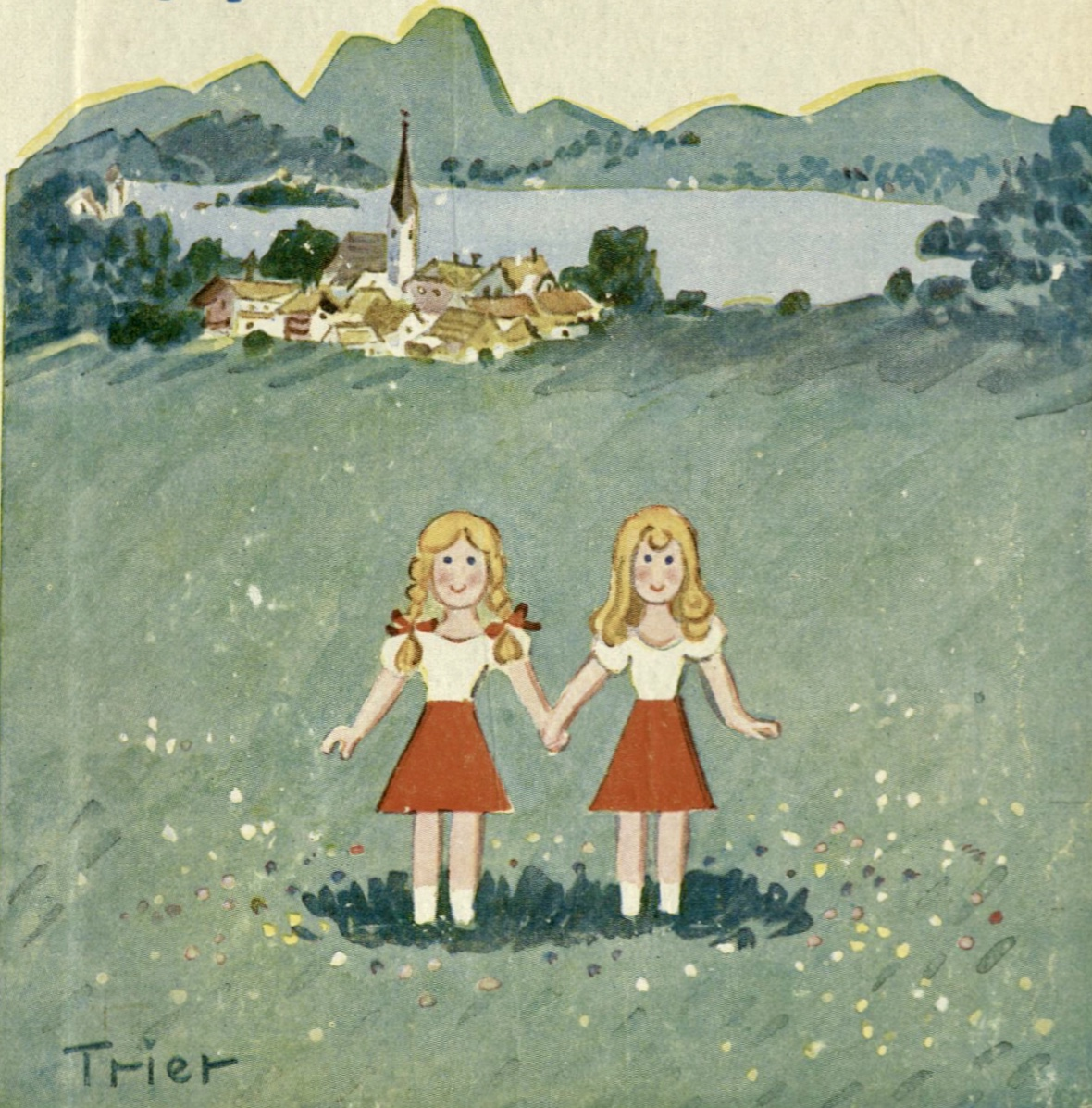
Die Illustration für das Buchcover von „Das doppelte Lottchen“ (Walter Trier 1949)

## Handlung
Zwei neunjährige Mädchen, die lebhafte, eigenwillige Luise Palfy aus Wien und die höfliche, bescheidene Lotte Körner aus München, treffen in einem Ferienheim im fiktiven Ort Seebühl am Bühlsee in den Alpen aufeinander. Es stellt sich heraus, dass die beiden Zwillinge sind und durch die Trennung ihrer Eltern auseinandergerissen wurden. Luises Vater ist Dirigent-Komponist in Wien, und Lottes Mutter, die wieder ihren alten Familiennamen angenommen hat, arbeitet als Bildredakteurin in München.
Am Ende der Ferien vertauschen die Zwillinge ihre Rollen: Luise fährt als Lotte nach München zu ihrer Mutter und Lotte als Luise nach Wien zu ihrem Vater, was wegen der unterschiedlichen Fähigkeiten und Charaktereigenschaften zu einiger Verwirrung bei ihren nichts ahnenden Eltern führt.
Als der Vater beabsichtigt, wieder zu heiraten, wird Lotte vor Kummer krank. Die Mutter arbeitet bei der Zeitung und entdeckt ein Bild von Luise und Lotte aus dem Ferienlager. Als sie von der Krankheit ihrer Tochter erfährt, fahren Mutter und Luise nach Wien. Am Geburtstag der beiden finden der Dirigent und die Redakteurin wieder zusammen.

## Einordnung
Erich Kästner schrieb das Buch im Sommer 1948 auf Frauenchiemsee, als zeitgleich auf der Nachbarinsel Herrenchiemsee der Verfassungskonvent im Speisezimmer König Ludwigs II. die Arbeitsgrundlage für das Grundgesetz ausarbeitete.
Der Kinderroman erschien 1949 in Deutschland, war aber schon in der Zeit des Nationalsozialismus als Filmtreatment entstanden. 1942 hatte Kästner, als er wieder vorübergehend als Drehbuchautor arbeiten durfte, den Stoff dem Regisseur Josef von Baky vorgeschlagen. Der Drehbuchentwurf trug den Titel Das große Geheimnis. Als Kästner kurz darauf wieder Schreibverbot erhielt, mussten beide das Filmprojekt fallen lassen. Nach Kriegsende 1945 arbeitete Kästner die Geschichte zunächst zu einem Roman aus.

## Bewertung
Das Thema Scheidung in einem Kinderbuch führte im Nachkriegs-Westdeutschland zu Diskussionen. Zudem führte Kästner eine selbstständige, alleinerziehende und berufstätige Mutter als Figur ein. Die Verfilmung 1950 war ein großer Erfolg und erhielt als erster Film den Bundesfilmpreis.
Aus dem Kanon der Kinderbücher von Erich Kästner sticht dieses Werk aufgrund der für ihn ungewöhnlichen Figuren hervor: Es gibt eine moderne Mutterfigur, und die Rolle des kindlichen Vorbildes ist nicht – wie bei Kästner sonst üblich – von einem Jungen besetzt. Lotte, eines der Zwillingsmädchen, zeigt die Tugenden, die üblicherweise Kästners „Musterknaben“ aufweisen: Mut, Ehrlichkeit und Wohltätigkeit. Auch der Vater ist eine vielschichtige Figur mit Schattenseiten: Ihm wird die wesentliche Schuld am Scheitern der Ehe gegeben.
Ein weiterer Unterschied zu seinen anderen Kinderromanen bildet der Entwicklungsgedanke, den Kästner hier sehr prononciert verfolgt:
- „Das Kind hatte sich verändert. Und nun begann sich also auch die junge Frau zu verändern.“ (nach einem gemeinsamen Ausflug von Mutter und Tochter in die Berge)
- „Er ist wirklich älter geworden. Fast sieht er schon wie ein richtiger Mann aus, ihr ehemaliger Mann.“ (Gedanken der Mutter über ihren Ex-Mann)
- Lottchens Krankheit lässt sich als „Katharsis zur Reife“ auffassen – und gibt der Handlung auch die entscheidende Wendung.

Kästners Lebensgefährtin Luiselotte Enderle war das Vorbild für die Mutter Luiselotte der beiden Zwillinge Luise und Lotte.

## Filme
Nach Kästners Roman Das doppelte Lottchen entstanden zahlreiche Spielfilme, die unterschiedlich frei mit der Romanvorlage umgingen.
- 1950: Das doppelte Lottchen, BR Deutschland/Österreich, Regie: Josef von Báky (die Verfilmung hält sich recht genau an das Buch, Erich Kästner ist der Erzähler und zu Beginn und in einer späteren Szene des Films kurz zu sehen. Die Zwillinge werden von Jutta und Isa Günther, geb. 1938, dargestellt).
- 1951: Hibari no Komoriuta, Japan, Regie: Koji Shima. Hibari Misora spielt beide in einer Doppelrolle.
- 1953: Twice Upon A Time, UK, Regie: Emeric Pressburger
- 1961: Die Vermählung ihrer Eltern geben bekannt (The Parent Trap), USA, Regie: David Swift (die Handlung wurde auf amerikanische Verhältnisse abgeändert, ein Zwilling lebt mit dem Vater in Kalifornien, der andere mit der Mutter in Boston. Die Zwillinge werden von Hayley Mills in einer Doppelrolle gespielt)
- 1986: Nikki und Mary – Die 5-Minuten-Ehe (The parent trap II), Regie: Ronald F. Maxwell
- 1989: Ein Zwilling kommt selten allein (The parent trap III), Regie: Mollie Miller
- 1991: Watashi to Watashi: Futari no Lotte (わたしとわたし　－ふたりのロッテ－), Japan, Regie: Kenji Kodama (Anime Series mit 29 Folgen)
- 1994: Charlie & Louise – Das doppelte Lottchen, Deutschland, Regie: Joseph Vilsmaier (die Zwillinge stammen dieses Mal aus Berlin und Hamburg, sie werden von Floriane und Fritzi Eichhorn gespielt)
- 1995: Eins und Eins macht Vier (It takes two), USA, Regie: Andy Tennant. Die Handlung gleicht vorwiegend dem Szenario von Kästner, allerdings sind es dieses Mal – im Sinne Kästners – keine echten, sondern nur astrologische Zwillinge, die aber im Gegensatz zu den anderen US-Verfilmungen (The parent trap 1961, 1998) von echten Zwillingen, Mary-Kate und Ashley Olsen, gespielt werden. Die Vorlage von Erich Kästner wird im Vor- bzw. Nachspann nicht erwähnt.
- 1998: Ein Zwilling kommt selten allein (The Parent Trap), USA, Regie: Nancy Meyers (Neuverfilmung des Disney-Films von 1961, die Kinder kommen dieses Mal aus Kalifornien und London. Lindsay Lohan spielt beide in einer Doppelrolle.)
- 1999: Mania czy Ania, Polen, Regie: Jerzy Bielunas
- 2003: Der chaotische Elterntausch (Tur & retur), Schweden, Regie: Ella Lemhagen
- 2004: Ein Zwilling ist nicht genug, Deutschland, Regie: Brigitte Müller (in dieser Fernsehfassung treffen die Zwillinge – beide von Ann-Kathrin Kramer dargestellt – erst als Erwachsene aufeinander. Die Eltern sind bereits tot, sie tauschen dennoch die Plätze in ihrem Leben und im Beruf. Sogar das Buch von Erich Kästner wird innerhalb der Handlung erwähnt, als die Zwillinge von ihrem Kindermädchen die Details der Scheidung erfahren – „Dann haben sie sich an das Buch von Kästner erinnert“ – „Es geht doch nichts über eine humanistische Bildung!“)
- 2007: Das doppelte Lottchen, Deutschland, Regie: Toby Genkel (Animationsfilm)
- 2017: Das doppelte Lottchen, Deutschland, SWR, Regie: Lancelot von Naso

Des Weiteren existiert in Japan eine Musicaladaption des Werkes.
Weitere Filme, die lediglich an das Urthema angelehnt sind:
- 1971: Das haut den stärksten Zwilling um, eine deutsche Verwechslungskomödie, Regie: Franz Josef Gottlieb. Ingo Tornow schreibt hierzu: „Zum Glück kam – soweit ich sehe – niemand auf die Idee, diese Klamotte unterster Schublade ernsthaft mit Kästner in Verbindung zu bringen.“[3]
- 2015: Besser als Du, ein erwachsenes männliches Zwillingspaar trifft aufeinander und tauscht die Rollen. Regie: Isabel Kleefeld
- 2022: Der Palast, die bereits erwachsenen Zwillinge sind durch die innerdeutsche Grenze getrennt.[4]

## Trivia
Die Dresdner Kinderstraßenbahn Lottchen wurde nach den Figuren benannt.